# Tysaujfału
Tysaujfału (ukr. Тисауйфалу) – wieś na Ukrainie. Należy do rejonu użhorodzkiego w obwodzie zakarpackim i liczy 277 mieszkańców.
Znajduje tu się przystanek kolejowy Eseń-Płatforma, położony na linii Lwów – Stryj – Czop.